# 1784 Benguella
1784 Benguella este un asteroid din centura principală, descoperit pe 30 iunie 1935, de Cyril Jackson.